# سیارک ۴۷۵۹
سیارک ۴۷۵۹ (به انگلیسی: 4759 Aretta، نامگذاری:1978VG10) ‏۴۷۵۹مین سیارک کشف شده‌است که در ۰۷ نوامبر ۱۹۷۸ کشف شد.
قدر مطلق سیارک برابر ۵۶.۲ است.